# Résorcine
La résorcine (ou résorcinol, ou benzène-1,3-diol en nomenclature IUPAC) est l'isomère méta du benzènediol. C'est un diphénol (C6H4(OH)2) utilisé comme antiseptique et pour la préparation de certaines colles ou résines industrielles (comme additif du formaldéhyde) et de certains colorants : bleu de résorcine, vert de résorcine. Le terme est composé à partir de résine et d'orcine.

## Propriétés chimiques, toxicité
Le résorcinol donne des réactions de condensation avec de nombreux composés organiques. On obtient, par exemple, par condensation d'alcools primaires avec le résorcinol des benzéines et des naphtaléines. Ces composés, en solution alcaline, présentent une fluorescence qui varie en fonction du nombre et de la position des groupements -OH et -COOH.
Il est utilisé, comme réactif très sensible, pour la recherche de quantités minimes d'acide tartrique et de zinc. Il peut irriter la peau et les muqueuses. Son absorption peut provoquer des troubles sanguins, des convulsions et même la mort.

## Utilisations
Le résorcinol, obtenu industriellement par fusion de l'acide métabenzène disulfonique avec un excès de soude a de nombreuses utilisations industrielles : 
- tannage ;
- fabrication de résines.

Notamment comme colle en construction navale bois, contreplaqué marine, du fait de sa bonne tenue à l'eau, remplacée à l'heure actuelle par les résines époxy :
- fabrication d'adhésifs (colle résorcine);
- préparation d'acide para-aminosalicylique ;
- fabrication d'explosifs et de colorants ;
- cosmétiques ;
- teinture et impression des tissus ;
- antiseptique, antifongique et desséchant.